# 비타민 B6

인산 피리독살

비타민 B6는 수용성 비타민의 한 종류로, 비타민 B 복합체에 속한다. 여러 형태가 알려져 있는데, P5P인 인산 피리독살(PLP,Pyridoxal phosphate)이 활성형이며, 아미노기 전이, 아미노기 이탈, 카르복시 이탈을 포함한 아미노산 대사와의 많은 반응에서 공동 인자가 된다. PLP는 또한 글리코겐으로부터의 포도당 방출을 지배하는 효소 작용에도 필요하다.

## 유형
7가지 유형이 알려져 있다.

피리독신

- 피리독신 (PN): 가장 흔한 비타민 B6 보충제
- Pyridoxine 5'-phosphate (PNP)
- Pyridoxal (PL)
- Pyridoxal 5'-phosphate (PLP): 대사 작용으로 활성화된 유형('P-5-P' 비타민 보충제로 판매)
- Pyridoxamine (PM)
- Pyridoxamine 5'-phosphate (PMP)
- 4-Pyridoxic acid (PA): 소변으로 배출되는 이화 생성물

PA를 제외한 모든 유형들은 상호전환이 가능하다.

## 역할
대사 작용으로 활성화된 비타민 B6의 유형인 인산 피리독살(PLP 또는 P5P)은 대량 영양소(Macronutrients)의 대사, 신경 전달 물질 합성, 히스타민 합성, 헤모글로빈 합성, 유전자 발현 등의 여러 측면에서 연관되어 있다. 인산 피리독살은 여러 반응의 조효소(coenzyme)로서 기여하며, 카르복시 이탈, 아미노기 전이, 라세미화, 제거, 교체, 상호 변환 작용이 용이하도록 돕는다. 비타민 B6의 대사는 간에서 이루어진다.

## 일일섭취 권장량
일일섭취 권장량(성인기준 mg)은 다음을 참고할 수 있다.
| 비타민B6 | 티아민(B1) | 리보플라민(B2) | 비타민B12 |
| 약1.4    | 약1.1      | 약1.2          | 약2.4     |

비타민 B6은 수용성으로 당근, 시금치, 현미, 두부, 바나나뿐만아니라 고기류 및 생선류등에서 함유되어있다고 알려져 있다.

## 같이 보기
- 티아민
- 리보플래빈
- 비타민B12
- Cys-Met 대사 PLP 의존성 효소 패밀리

## 참고
1. ↑  Combs, G.F. The Vitamins: Fundamental Aspects in Nutrition and Health. 2008. San Diego: Elsevier
2. ↑  (한국인 영양섭취기준 - 식품안전나라)https://www.foodsafetykorea.go.kr/foodcode/01_03.jsp?idx=12131